# ۸ (میلادی)
۸ (میلادی) هشتمین سال تقویم میلادی است.

## درگذشتگان
‎